# Colônia do Piauí
Colônia do Piauí là một đô thị thuộc bang Piauí, Brasil. Đô thị này có diện tích 947,934 km², dân số năm 2007 là 7645 người, mật độ 8,06 người/km².